# Flushing
|  | Per a altres significats, vegeu «Flushing (Ohio)». |

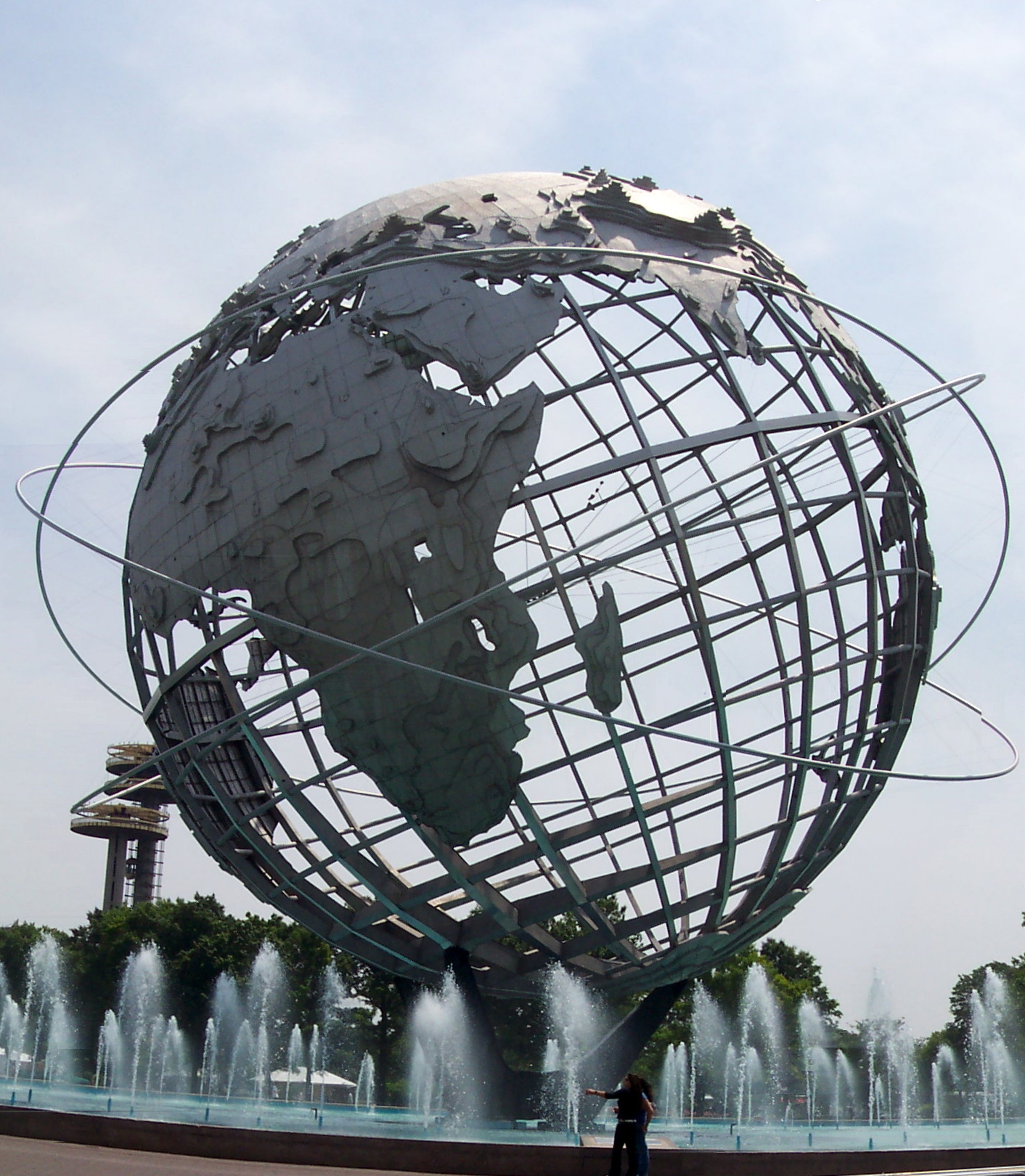
La Unisfera, el símbol més representatiu de Flushing

Flushing és un barri del borough o districte de Queens, a Nova York. Es tracta d'una àrea residencial i comercial en plena expansió, amb comunitats xineses, taiwaneses i coreanes molt desenvolupades. Amb una població asiàtica equivalent al 55% de la població total, Flushing és el barri novaiorquès en què la comunitat asiàtica està més ben representada, per davant fins i tot de Chinatown. Hi resideixen també hispans, afroamericans i descendents d'europeus des dels orígens del barri. Està comunicat mitjançant la línia 7 del metro de Nova York, coneguda com la Flushing Line.
El parc de Flushing Meadows, situat al cor del barri, és el segon més gran de Nova York. Allà s'aixeca Unisphere, gegantina representació de la Terra en acer, bastida en ocasió de la Fira Mundial de Nova York de 1964-1965. A més a més, Flushing acull cada any el quart torneig del Grand Slam de tennis, l'Open dels Estats Units, en el cèlebre USTA National Tennis Center de Flushing Meadows (nom amb què és conegut el torneig). L'equip de beisbol dels New York Mets, per la seva banda, juga al Citi Field, prop del parc.
Al cementiri de Flushing hi són enterrades diverses personalitats, sobretot músics de jazz com ara Louis Armstrong o Dizzy Gillespie.

## Història
Flushing fou fundat com a poble el 1644 per colons neerlandesos, sens dubte originaris de la ciutat de Vlissingen, als Països Baixos, que en anglès es transcriu Flushing.

## Fills il·lustres
- Lawrence Gilman, compositor i crític musical[2]